# Оффіда
Оффіда (італ. Offida) — муніципалітет в Італії, у регіоні Марке,  провінція Асколі-Пічено.
Оффіда розташована на відстані близько 155 км на північний схід від Рима, 80 км на південь від Анкони, 14 км на північний схід від Асколі-Пічено.
Населення — 5092 особи (2014).
Щорічний фестиваль відбувається 3 травня. Покровитель — La Croce Santa.

## Демографія
Населення за роками:

Станом на 1 січня 2023 року в муніципалітеті офіційно проживало 326 іноземців з 41 країни, серед них 97 громадян країн Євросоюзу та 6 громадян України.

## Сусідні муніципалітети
- Аккуавіва-Пічена
- Аппіньяно-дель-Тронто
- Кастель-ді-Лама
- Кастіньяно
- Касторано
- Коссіньяно
- Монсамполо-дель-Тронто
- Рипатрансоне
- Спінетолі